# Dipartimento di Zonda
Zonda è un dipartimento argentino, situato nella parte centro-meridionale della provincia di San Juan, con capoluogo Villa Basilio Nievas.
Esso confina a nord con il dipartimento di Ullum, a est con quelli di Rivadavia e Pocito, a sud con il dipartimento di Sarmiento e a ovest con quello di Calingasta.
Secondo il censimento del 2001, su un territorio di 4.391 km², la popolazione ammontava a 4.038 abitanti.
Dal punto di vista amministrativo, il dipartimento consta di un unico municipio, che copre tutto il territorio dipartimentale, suddiviso in diverse localidades:
- Villa Basilio Nievas, sede municipale
- Villa Tacú